# Kenneth Wheare
Kenneth Clinton Wheare, CMG (Warragul a Victòria, 26 de març del 1907 – Oxford, 7 de setembre del 1979) fou un acadèmic australià que va exercir la major part de la seva carrera a la Universitat d'Oxford d'Anglaterra. Va esdevenir un expert en la història de les constitucions de la Commonwealth britànica.

## Família i vida primerenca
El fill gran de tres germans, nasqué a Austràlia del matrimoni d'Eustace Leonard Wheare (ajudant d'un botiguer de queviures) i la seva muller Kathleen Frances (de nom de soltera Kinahan). Leonard va canviar de feina el 1914 per esdevenir agent d'assegurances. La família es traslladà llavors el 1922 cap a Melbourne. Kenneth va ser estudiant al centre d'estudis superiors a Stawell i Maryborough. El 1923 entraria a la Scotch College de Melbourne, on esdevindria prefecte i competiria a la lliga del club de debat. Guanyà l'escolarització a la Ormond College, on va ser el primer de la classe en Grec i filosofia a la University of Melbourne. Degut a la seva fragilitat però no va practicar cap esport, però va ser un president excepcional del Students' Representative Council (el consell d'estudiants). El 1929 seria escollit per popularitat per a les beques Rhodes.
Wheare va ser educat a la Scotch College de i més tard estudià a la Oriel College d'Oxford, obtenint un primer grau en Filosofia, Política i Economia i també emprenent estudis de postgrau. Va conèixer la seva muller Joan (1915-2013) quan era el seu tutor. Un dels seus fills és Tom Wheare.

## Carrera

### Carrera política
Wheare va servir a l'ajuntament de la ciutat d'Oxford del 1940 al 1957.

### Carrera acadèmica
Entrà a la Oriel College d'Oxford el 1929 amb una beca d'estudis Rhodes obtenint el 1932 la màxima qualificació en els estudis de filosofia, política i economia el 1932. De 1934 a 1939 esdevingué professor a Christ Church i de 1935 a 1944 professor Beit d'Història Colonial i de 1939 a 1944 professor tutor a la University College.
El 1944, va ser contractat a la Càtedra de Gladstone com a Gladstone Professor of Government a l'All Souls College, especialitzant-se en govern i administració pública. El 1956, esdevingué rector de l'Exeter College d'Oxford. Una gàrgola amb molta semblança a ell va ser esculpida a la Bodleian Library, visible des del jardí Exeter College Fellow's Garden.
Wheare fou president de Rhodes Trust (1962–69), President de l'Acadèmia Britànica (1967–71), i canceller de la Universitat de Liverpool el 1972. També va ser Vici-Canceller de la Universitat d'Oxford de 1964 a 1966.
Els camps d'investigació en que treballà Wheare foren tant el govern govern britànic com les institucions de la Commonwealth, a més de les institucions polítiques comparades, sobretot el federalisme en les seves formes diverses. Els seus textos acadèmics són un referent tant pel personal universitari com pels estudiosos que volen treballar sobre aquests camps. Max Beloff digué que els seus escrits combinaven tres característiques principals:
- Respecte pel marc legal i convencional de l'acció política en tots els sistemes democràtics liberals.
- Comprensió de les arrels històriques dels diferents sistemes de govern anglosaxons i les institucions de la Commonwealth.
- Per damunt de tot consciència de com es comporta realment la gent en el context polític i administratiu.

## Honors
Va ser nomenat Company de l'Orde de Sant Miquel i Sant Jordi (CMG) el 1953 i cavaller el 1966.

## Obres
D'entre les obres publicades destaquen:
- The Statute of Westminster, 1931, 1933, p. 128.
- The Statute of Westminister and dominion status, (cinc edicions, 1938-53).
- Federal Government, (quatre edicions, 1946-63).
- Modern Constitutions, 1951.
- Government by Committee: An Essay on the British Constitution, 1955.
- The Constitutional Structure of the Commonwealth, 1960.
- Legislatures, 1963.
- Maladministration and Its Remedies, 1973.